# Nebuloasa din Andromeda (film)
Nebuloasa din Andromeda (în rusă Туманность Андромеды, transliterat: Tumannost Andromedî) este un film SF rus (sovietic) din 1967 cu Serghei Stoliarov și regizat de Evgheni Sherstobitov. Filmul a fost creat ca primul episod al unei serii de filme, dar celelalte părți nu au mai fost niciodată realizate. Se bazează pe romanul omonim scris de Ivan Efremov.

## Distribuție
| Actor                 | Rol          |
| --------------------- | ------------ |
| Serghei Stoliarov     | Dar Veter    |
| Vija Artmane          | Veda Kong    |
| Nikolai Kryukov       | Erg Noor     |
| Tatiana Voloshina     | Niza Krit    |
| Lado Tskhvariashvili  | Mven Mas     |
| Aleksandr Gaj         | Pur Zhis     |
| Roman Khomyatov       | Kim          |
| Ludmila Chursina      | Louma Lasvi  |
| Marina Yurasova       | Ingrid Ditra |
| Gennadi Yukhtin       | Eon Tal      |
| Aleksandr Goloborodko | Ren Boz      |
| Valerij Panarin       | Holm         |